# Powiat niżański
Powiat niżański – powiat w Polsce (województwo podkarpackie), odtworzony w 1999 roku w ramach reformy administracyjnej. Jego siedzibą jest miasto Nisko.
Według danych z 31 grudnia 2021 roku powiat zamieszkiwało 65 687 osób.

## Podział administracyjny
W skład powiatu wchodzą:
- gminy miejsko-wiejskie: Nisko, Rudnik nad Sanem, Ulanów
- gminy wiejskie: Harasiuki, Jarocin, Jeżowe, Krzeszów
- miasta: Nisko, Rudnik nad Sanem, Ulanów.

## Demografia

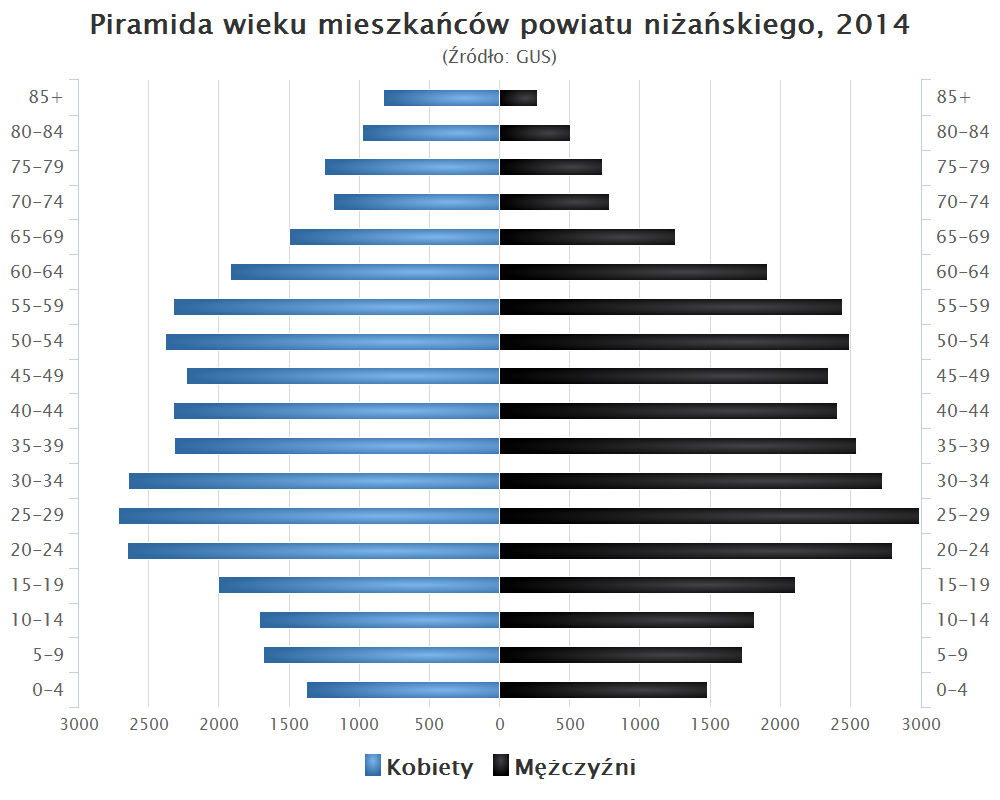
Piramida wieku mieszkańców powiatu niżańskiego w 2014 roku

Liczba ludności (dane z 31 grudnia 2021):
|        | Ogółem | Ogółem | Kobiety | Kobiety | Mężczyźni | Mężczyźni |
| osób   | %      | osób   | %       | osób    | %         |           |
| ------ | ------ | ------ | ------- | ------- | --------- | --------- |
| Ogółem | 65 687 | 100    | 33 301  | 50,70   | 32 386    | 49,30     |
| Miasto | 23 066 | 35,12  | 11 867  | 18,07   | 11 199    | 17,05     |
| Wieś   | 42 621 | 64,88  | 21 434  | 32,63   | 21 187    | 32,25     |

▶Wieś vs ▶miasto
Ogółem (▶k, ▶m)
Miasto (▶k, ▶m)
Wieś (▶k, ▶m)

## Historia
Dawny powiat niżański (do 1954 roku) składał się z 2 miast: Niska i Rudnika nad Sanem (Stalowa Wola wchodziła w skład powiatu do 1953, kiedy została powiatem grodzkim) oraz 9 gmin: Bojanów, Jarocin, Jeżowe, Kamień, Nisko, Rudnik, Ulanów I i Ulanów II.
Reforma administracyjna z 1954 spowodowała podział powiatu na 2 miasta: Nisko i Rudnik nad Sanem oraz 27 gromad: Bieliny, Bojanów, Cholewiana Góra, Dąbrówka, Domostawa, Groble, Jarocin, Jata, Jeżowe, Kamień, Kłyżów, Kopki, Kurzyna Średnia, Łętownia, Łowisko, Nart Nowy, Nowosielec, Przędzel, Przyszów, Pysznica, Racławice, Stany, Tarnogóra, Ulanów, Wólka Bielińska, Wólka Tanewska, Zarzecze[2].
1 stycznia 1956, w związku z utworzeniem powiatu leżajskiego, z powiatu niżańskiego odłączono gromady Łętownia i Tarnogóra.
W 1958 roku Ulanów odzyskał prawa miejskie, w związku z czym gromada Ulanów została przekształcona w miasto.
Dawny powiat niżański (sprzed reformy w 1975 roku) miał podobne granice jak dziś, lecz nie obejmował gminy Harasiuki (początkowo pod nazwą gmina Huta Krzeszowska), która należała do powiatu biłgorajskiego, ani gminy Krzeszów, która należała do powiatu leżajskiego. 31 grudnia 1961 roku z powiatu tarnobrzeskiego przyłączono gromadę Jastkowice.
Do 1972 roku na skutek łączenia zniesiono gromady: Cholewiana Góra, Dąbrówka, Groble, Jata, Kłyżów, Łowisko, Przyszów, Racławice i Wólka Bielińska.
31 grudnia 1972 roku powiat niżański dzielił się na 3 miasta: Nisko, Rudnik nad Sanem i Ulanów oraz 16 gromad: Bieliny, Bojanów, Domostawa, Jarocin, Jastkowice, Jeżowe, Kamień, Kopki, Kurzyna Średnia, Nart Nowy, Nowosielec, Przędzel, Pysznica, Stany, Wólka Tanewska i Zarzecze.
1 stycznia 1973 roku weszła reforma zastępująca gromady przez odtworzone gminy. Powiat niżański został podzielony na 3 miasta: Nisko, Rudnik nad Sanem i Ulanów oraz 8 gmin: Bojanów, Jarocin, Jeżowe, Kamień, Nisko, Pysznica, Rudnik nad Sanem i Ulanów. 9 grudnia 1973 powiat niżański przemianowano na powiat stalowowolski z równoczesnym przeniesieniem siedziby Powiatowej Rady Narodowej z Niska do Stalowej Woli. Nie obejmował on jednak samej Stalowej Woli, która stanowiła oddzielny powiat grodzki.  Powiat stalowowolski przetrwał do końca maja 1975 roku.
1 czerwca 1975 roku obszar byłego powiatu niżańskiego wszedł w skład nowego województwa tarnobrzeskiego, z wyjątkiem gminy Kamień, która pozostała w znacznie okrojonym województwie rzeszowskim.
1 stycznia 1999 roku z obszaru dawnego województwa tarnobrzeskiego zostały odtworzone zarówno powiat niżański, jak i powiat stalowowolski. W związku z utworzeniem obydwu powiatów, powiat niżański obejmuje nieco zmieniony obszar niż w 1973 roku. Obecny powiat niżański obejmuje gminy: Harasiuki (wcześniej w powiecie biłgorajskim) oraz Krzeszów (wcześniej w powiecie leżajskim), nie obejmuje zaś gmin: Bojanów, Pysznica (obecnie w powiecie stalowowolskim) oraz Kamień (obecnie w powiecie rzeszowskim).

## Starostowie niżańscy
- Julian Ozimek (1998–2000) (SLD)
- Mirosław Waniewski (2000–2002) (AWS)
- Janusz Nawrocki (2002–2006)
- Władysław Pracoń (2006–2010) (PiS)
- Gabriel Waliłko (2010–2014)
- Robert Bednarz (od 2014) (PiS)

## Sąsiednie powiaty
- powiat leżajski
- powiat rzeszowski
- powiat kolbuszowski
- powiat stalowowolski
- powiat janowski (lubelskie)
- powiat biłgorajski (lubelskie)